# AEG Dr.I
AEG Dr.I là một loại máy bay tiêm kích ba tầng cánh trong Chiến tranh thế giới I, được thiết kế dựa trên loại D.I. Chỉ có một mẫu thử duy nhất được chế tạo, do hiệu suất kém nên đã bị hủy bỏ.

## Tính năng kỹ chiến thuật (AEG Dr.I)
Dữ liệu lấy từ German Aircraft of the First World War
Đặc tính tổng quan
- Kíp lái: 1
- Chiều dài: 6,1 m (20 ft 0 in)
- Sải cánh: 9,4 m (30 ft 10 in)
- Trọng lượng rỗng: 710 kg (1.565 lb)
- Trọng lượng có tải: 970 kg (2.138 lb)
- Động cơ: 1 × Mercedes D.IIIa[2] , 126,8 kW (170,0 hp)

Hiệu suất bay
- Vận tốc cực đại: 170 km/h (106 mph; 92 kn)

Vũ khí trang bị

- Súng: * 2 × súng máy LMG 08/15 7,92 mm (.312 in)